# Harmincad utca (Budapešť)
Harmincad utca je ulice v hlavním městě Maďarska, Budapešti. Leží v samotném středu města, v pátém obvodě. Jedná se o velmi krátkou ulici s celkovou délkou 40 m, která spojuje Alžbětínské náměstí s náměstím Vörösmarty tér.

## Název
Název odkazuje na středověkou praxi výběru daní (jedné třicetiny), která byla v užívání za vlády Arpádovců, středověkého uherského panovnického rodu. Svůj název ulice získala podle historické budovy celnice, která daně vybírala a která se zde kdysi nacházela.

## Historie
Ulice existovala již od nepaměti. V roce 1854 se na německojazyčné mapě města objevovala pod názvem Dreisigste Gasse a v roce 1872 již v maďarštině jako Harminczad utcza. V závěru 19. století pod ní byla postavena historicky první linka budapešťského metra.

## Doprava
Široká a krátká ulička má podobu pěší zóny a není přístupná pro automobilovou dopravu. Dlažba je dekorativní. Stojí zde dvě řady stromů.

## Významné objekty
- Harmincad utca 1, bytový dům s pamětní deskou připomínající bývalou celnici.
- dům Röszler–Muráti
- Harmincad utca 6, kde se nacházela budova velvyslanectví Spojeného království.[1]